# Enrique Martínez Heredia
Pour les articles homonymes, voir Enrique Martínez, Martinez et Heredia.
Enrique Martínez Heredia (né le 27 janvier 1953 à Huesa en Andalousie) est un coureur cycliste espagnol.

## Palmarès

### Palmarès amateur
- 1973
  -  Champion du monde militaires sur route
  - Trophée Iberduero
  - 2e étape du Tour de l'Avenir
  - Tour de Navarre
- 1974
  -  Champion du monde militaires sur route
  - Tour du Béarn-Aragon
  - Nice-Bourg
  - Tour de l'Avenir :
    - Classement général
    - 6e étape
- 1975
  - Mémorial Valenciaga
  - 7e étape de la Course de la Paix

### Palmarès professionnel
| - 1976 - Classement du meilleur jeune du Tour de France - Saragosse-Sabiñánigo - Tour de Catalogne - 5e de Paris-Nice - 10e du Tour de Suisse - 1977 - 8e étape du Tour de Catalogne - 2e de Saragosse-Sabiñánigo - 1978 - Champion d'Espagne sur route - 3e étape du Tour du Pays basque - 1re étape du Tour de Cantabrie - Tour des Asturies : - Classement général - 4e étape - Saragosse-Sabiñánigo - 8e du Tour d'Espagne - 1979 - 4e étape du Tour du Pays basque - 2e étape du Tour des Asturies - 2e étape du Tour de La Rioja | - 1980 - 6e étape du Tour d'Espagne - GP Pascuas - 4e étape de la Costa del Azahar - 1981 - 2e étape du Tour d'Aragon - 7e étape du Tour de Castille - 3e étape de la Costa del Azahar - Saragosse-Sabiñánigo - 2e du championnat d'Espagne sur route - 2e de la Costa del Azahar - 3e du Mémorial Manuel Galera - 1982 - 8e étape du Tour d'Espagne - 3e étape du Tour des Trois Provinces |  |

## Résultats sur les grands tours

### Tour de France
3 participations
- 1976 : 23e,  vainqueur du classement du meilleur jeune
- 1977 : 18e
- 1978 : abandon (10e étape)

### Tour d'Italie
2 participations
- 1977 : abandon (19e étape)
- 1982 : abandon (7e étape)

### Tour d'Espagne
7 participations
- 1976 : 12e
- 1978 : 8e
- 1979 : 35e
- 1980 : 31e, vainqueur de la 6e étape
- 1981 : 17e
- 1982 : 11e, vainqueur de la 8e étape
- 1983 : 42e